# 요코야마 유이 (가수)
요코야마 유이(일본어: 横山 由依, 1992년 12월 8일 ~ )는 일본의 아이돌이며, 여성 아이돌 그룹 전 AKB48 팀A의 캡틴이자 AKB48 그룹 2대 총감독이다.
교토부 기즈가와시 출신. 오오타 프로덕션 소속.

## 내력
2009년
- 3월, 《SKE48 제2기 멤버 오디션》에 불합격.
- 4월, 《AKB48 제5기 연구생 (8기생) 오디션》에 불합격.
- 9월 20일, 《AKB48 제6기 연구생 (9기생) 오디션》에 합격.

2010년
- 10월 10일, 《Visit Zoo 캠페인 응원 프로젝트 AKB48 도쿄 가을 축제 supported by NTT 플라라》에서 팀K로 승격하는 것이 발표되었다[1](9기생 첫 승격).

2011년
- 1월 21일, 《AKB48 리퀘스트 아워 세트리스트 베스트 100 2011》에서, 오오시마 유코·키타하라 리에·사시하라 리노와 함께 신유닛 《Not yet》을 결성하는 것이 발표되어, 3월 16일에 데뷔했다[2].
- 3월 7일, 〈NHK 봄의 신프로그램〉의 매력을 전하는 〈팀 를, 다른 8명의 AKB48 멤버와 함께 결성. 3월 중순부터 4월 중순까지의 한정 활동. 미니 프로그램이나, 포스터 등에 등장한다[3].
- 3월 16일, 《Not yet》으로서, 1st 싱글 〈주말 Not yet〉으로 데뷔[4].
- 5월 25일 발매한 21st 싱글 〈Everyday, 카츄샤〉로 처음으로 선발 멤버에 들어간다.
- 6월 9일에 일본 무도관에서 최종 결과가 공표된 《AKB48 22nd 싱글 선발 총선거 〈올해도 진심입니다〉[5]》에서는, 1만 6455표[6]를 획득하고, 19위가 되어, AKB48의 22번째 싱글의 선발 멤버가 되었다[6].

2012년
- 3월 4일, Google+의 아키모토 야스시의 투고에 있어 구플 선발이 발표되어, 구플 선발이 된다.
- 3월 25일, AKB48 콘서트 《업무 연락. 부탁해, 키타야마 부장! in 사이타마 수퍼 아레나》의 3일째에서, AKS로부터 오오타 프로덕션에 이적 타진이 있었던 것이 발표되어[7], 5월에 정식으로 이적했다.
- 5월 30일 발매한 Not yet의 4th 싱글 〈수박 BABY〉 Type-C에 자신의 첫 솔로곡 〈May〉가 수록된다[8].
- 5월부터 6월에 걸쳐 실시된 《AKB48 27th 싱글 선발 총선거》에서는 15위로, 선발 멤버가 되었다[9].
- 7월 19일(7월 18일 심야[10]), 자신의 첫 단독 관프로그램 《요코야마 유이(AKB48)가 유쾌하게 돌아다니는 교토·미의 음색》을 칸사이 TV에서 방송 개시[11].
- 8월 24일, 《AKB48 in TOKYO DOME ~1830m의 꿈~》 첫날 공연에서, 팀A로의 이동 및 동시에 NMB48을 겸임하는 것이 발표되었다[12].
- 9월 18일에 개최된 《AKB48 29th 싱글 선발 가위바위보 대회》에서는 3위로, 선발 멤버가 되었다[13].
- 11월 1일, 팀A로 이동.
- 11월 2일, 팀A 웨이팅 공연의 선발 멤버로서 신팀으로의 활동을 개시한다.
- 11월 7일에 발매된 NMB48·6th싱글 〈키타가와 켄지〉에서 선발 멤버로 들어가, NMB48와의 겸임 활동을 개시.
- 12월 19일, NMB48·팀N 공연에 출연해, 동공연에서 팀N에 들어가는 것이 발표되었다.

2013년
- 4월 28일에 개최된 《AKB48 그룹 임시총회 ~흑백 가려야 하지 않겠는가!~》의 최종일 공연에서, NMB48 팀N 겸임 해제가 발표되었다[14].
- 5월 20일, NMB48 극장에서 개최된 〈요코야마 유이를 보내는 회〉를 가지고 NMB48와의 겸임을 종료한다.
- 5월부터 6월에 걸쳐 실시된 《AKB48 32nd 싱글 선발 총선거》에서는 13위로, 선발 멤버에 선출되었다[15].
- 6월 16일, 〈AKB 챌린지 유 캔!〉의 기획으로 도전한 조제 업무 관리사 기능 검정 시험에 합격했다[16].
- 7월 17일, 자신의 단독 관프로그램 《요코야마 유이(AKB48)가 단아하게 돌아다니는 교토 채색 일기》를 칸사이 TV에서 방송 개시.
- 7월 21일, 후쿠오카 야후 옥션! 돔에서 개최된 《AKB48·2013 한여름의 돔 투어 ~아직, 하지 않으면 안되는 것이 있다~》 2일째 공연에서, AKB48를 졸업하는 시노다 마리코로부터 팀A의 후계 캡틴으로 지명되었다[17].
- 7월 23일, 본거지인 도쿄·AKB48 극장에서의 공연에서 정식으로 팀A의 캡틴에 취임. “요코야마 팀A” 스타트에 해당하며, 공연 시작 전의 스피치에서 "모두와 같은 시선으로 희로애락을 함께하고 싶어요"라고 소신을 피력했다[18].

2014년
- 2월 24일, Zepp DiverCity에서 개최된 《AKB48 그룹 대조각 축제》에서, 팀K로 이동하는 것과 동팀의 캡틴을 맡는 것이 발표되었다[19].
- 4월 21일, AKB48 극장에서 개최된 팀 A 웨이팅 공연을 끝으로 요코야마 팀 A의 활동이 종료되었다.
- 5월 7일, 요코야마 팀 K의 공연인 〈팀 K 7th Stage "RESET"공연〉이 첫날을 맞이하였다.
- 5월부터 6월에 걸쳐 실시된 《AKB48 37th 싱글 선발 총선거》에서는 13위로, 선발 멤버에 선출되었다[20].
- 12월 8일, AKB48 극장에서 열린 〈AKB48 9주년 특별 기념 공연〉에서 차기 총감독으로 지명되었다.

2015년
- 2월 5일, 자신의 퍼스트 사진집인 《ゆいはん》이 발매되었다.
- 3월 18일, 솔로영상 DVD & Blu-ray로 《ゆいはんの夏休み ～京都いろどり日記～》가 발매되었다.
- 3월 26일, 사이타마 슈퍼 아레나에서 개최된 《AKB48 봄의 단독 콘서트 ~차기 총감독 아직 수행중~》에서, 팀A로 이동하는 것과 동팀의 캡틴을 맡는 것이 발표되었다.
- 5월부터 6월에 걸쳐 실시된 《AKB48 41st 싱글 선발 총선거》에서는 10위로, 선발 멤버에 선출되었다[21].
- 9월 16일에 개최된 《AKB48그룹 가위바위보 대회》에서 7위에 랭크인해 선발 멤버가 되었다.
- 11월 8일, AKB48 극장 특별 공연 〈내가 여기있는 이유〉첫날 공연에 센터로 출연하였다.
- 12월 8일, AKB48 극장에서 열린 《AKB48 10주년 특별 기념 공연》에서 48 그룹 총감독인 다카하시 미나미로부터 총감독을 위임받았다[22].

2016년
- 5월부터 6월에 걸쳐 실시된 《AKB48 45th 싱글 선발 총선거》에서는 11위로, 선발 멤버에 선출되었다[23].
- 12월 31일, 제67회 NHK 홍백가합전의 기획으로 실시된 《꿈의 홍백 선발》에서 8위에 선정되었다.

2017년
- 5월부터 6월에 걸쳐 실시된 《AKB48 49th 싱글 선발 총선거》에서는 7위로, 카미 세븐에 진입하였다[24].

2019년
- 3월 31일, 무카이치 미온이 차기 48 그룹 총감독 지명으로, 그룹 총감독 퇴임.

2020년
- 3월 19일에 유튜브상에 개인 채널 〈Yuihan Life〉를 개설[25].

2021년
- 9월 12일, 히비야 야외 음악당에서 행해진 라이브 《MX 여름 축제 AKB48 2021년 마지막 여름 파티》에서 그룹으로부터의 졸업을 발표했다[26].
- 11월 27일, 퍼시피코 요코하마 국립대홀에서 졸업 콘서트 《~벚꽃 없는 봄은 없다~》가 피아 아레나 MM에서 개최되었다[27][28].
- 12월 9일, AKB48 극장에서 졸업 공연을 기해 AKB48를 졸업[26][29][30].

## 인물
- 유년기에는 "응석부리는 아이", "야생아"였다.
- SPEED (일본의 음악 그룹)를 좋아하며, 그 중에서도 특히 이마이 에리코를 좋아했다.
- 유치원 때 첫사랑을 경험했다. 모두가 동경하는 소년을 좋아했으나 짝사랑으로 끝났다. 유치원 시절 음악 교실에서 엘렉톤을 배웠으며 초등학교 2학년 때 드럼을 배우기도 했다.
- 초등학교 때는 성적이 우수했고 특히 체육과 음악에서 소질을 발휘했다. 4학년 때까지 자신을 "유이"라고 불렀으며 이 때 오사카 성 홀에서 열린 CHEMISTRY의 공연을 보고 연예계에 관심을 갖게 되었다.
- 체육에서 달리는 것이 좋아 동네 역전 대회와 육상 대회 릴레이에 출전한 적이 있으며, 동네 역전 대회에서는 항상 우승 또는 2위였다.
- 중학교 시절에는 3년 동안 농구에 열중했으며 3학년 때 체육 대회에서 우승했다. 이 시절에 체력과 정신을 길러 단체 경기에 자신이 적합하다고 느꼈다. 중학교 2학년 때부터 노래 교육에 힘을 쓰고 있었으며 오사카의 하트 보이스 스튜디오 뮤직 스쿨에 다니기도 했는데 정확한 시기는 불명.
- 미래에는 멋진 가수가 되어 꿈을 줄 수 있는 매력적인 사람이 되고 싶다고 생각하고 있다.
- 좋아하는 음식은 규돈. 하지만 가게에서 혼자서 먹는 것은 어려워 항상 포장을 한다. 싫어하는 음식은 그린 피스. 취미는 산책과 음악 감상이다.
- 동경하는 아티스트로 CHEMISTRY와 이키모노가카리를 뽑고 있다.
- 조제 사무 관리자 자격을 보유하고 있다.
- 본인의 어머니와 생일이 똑같다 (12월 8일)

### AKB48·NMB48 관련
- 캐치프레이즈는 "금각사보다 빛나고 싶습니다! 교토 출신의 요코야마 유이입니다." 하지만 요코야마는 금각사에 가본 적이 없다.
- 공식 닉네임은 "유이(ゆい)", "유이짱(ゆいちゃん)"이지만 교토벤화시켜 "유이항(ゆいはん)"이라고 할 수 있다. 그러나 "유이항"이라고 하는 것에 익숙하지 않아 올 나잇 니혼에서는 "유이항"이라고 쓰여있던 청취자의 편지를 "유이"라고 스스로 바꾸어 소개했다. 스스로 "유이항"이라고 부르는 것은 별로 좋아하지 않아 팬들에게 "유이라고 불러주세요"라고 말하고 있다.
  - 통칭은 여러가지이며 선배나 동기 멤버는 "유이", "유이짱", "요코야마", 후배 멤버는 "요코야마 씨"나 "유이 씨". 겸임하고 있던 NMB48에서도 같은 호칭을 사용하고 있었지만 NMB48의 팀N의 시로마 미루는 "요코항(よこはん)"이라고 부르고 있다. SKE48의 마쓰이 레나가 Google+에서 "항 씨(はんさん)"라고 부르기도 한다.
- "꿈을 이루기 위한 하나의 통과점"이라는 AKB48의 개념을 좋아하는 것이 AKB48 제6기 연구생(9기) 오디션에 응모한 계기가 되었다고 한다.
- 다카하시 미나미는 "모두가 인정할 정도", "슈퍼 노력가"라고 말하고 있으며 시노다 마리코 역시 "(다카하시)미나미 다음으로 존경하고 있을 정도로 엄청난 노력가"라는 평가를 했다.
- 오디션 직후 학생 시절에는 교토에서 지냈으나 합격 후 상경했다.
- 학생 시절 교토의 고등학교에 다니면서 방과 후 패스트푸드 점이나 패밀리 레스토랑, 식품 공장 등에서 아르바이트를 했으며 귀가 후에 자주 연습을 했다. 금요일 야간 버스로 도쿄로 향해 토요일과 일요일은 수업에 참여하고, 다시 야행 버스로 교토에 귀가하는 날들을 보냈다. 야간 버스 교통비 및 숙박 호텔 이용료는 자신의 아르바이트 대금에서 조달했다.
- 간토 이외 출신의 연구생 중에서 정식 멤버로 승격한 것은 요코야마가 6번째이며 긴키 지방 출신으로는 처음이다. 2010년 6월 새로운 팀A가 공연 준비를 진행하는 가운데 댄스 코치로부터 안무를 배워 바쁜 스케줄로 수업에 참여할 수 없었던 시노다에게 내용을 알려주었고 다른 팀A 멤버의 협력을 얻어 동시에 맡고 있다.
- 2011년 3월 '제3회 오키나와 국제 영화제'에 참가해 다른 11명의 AKB48 구성원들과 함께 동일본 대지진 이후 첫 이벤트 출연이나 라이브를 실시했다. 2011년 4월부터 시작한 《AKB48 YJ7 vs YM7 진보초·고코쿠지 대전》에 YJ7의 팀 멤버로 참가했다. 요코야마는 "굉장히 재미있다. 즐기면서 이기고 싶다"고 밝혔다.
- 2011년 5월 9일부터 테레비 도쿄 계열에서 방송된 《세계 탁구 2011 로테르담》에서 다른 9명의 AKB48 멤버와 함께 일본 대표를 응원하는 서포터로 참여했다. 요코야마는 "같은 세대들이 건투하는 모습을 보면 나도 플러스가 된다"고 말하며 프로그램에 출연하는 등 다양한 형태로 중계를 북돋았다.
- 도가사키 도모노부는 "요코야마의 학습량은 다른 멤버의 두배이며 리허설 30분 전부터 도착해 있는 노력파로 아침부터 저녁까지 항상 AKB48의 일을 생각한다. 제대로 한다면 평가받을 수 있다는 것을 주위에 보여줄수 있고, 정식 멤버가 될 자격이 있는 그녀가 승격된 것에 불평을 말할 수 있는 사람은 없다"라는 취지의 발언을 했다.
- 재주 넘기와 훌라후프를 자신있어 하며 우치다 마유미, 스즈키 마리야, 나가오 마리야 등과 "체육회 계 아이돌"을 결성하고 있다. 특히 나가오는 《AKB48 도쿄 가을 축제》에서 마음이 맞았던 트윈 론 다트를 선보이기도 했다.
- 만화를 좋아하며 미네기시 미나미, 이시다 하루카, 다나베 미쿠, 키타하라 리에(선배라인) 등과 만화 동맹을 결성하고 있다. 졸업생 중에서는 다카하시 미나미와 친하다.
- 일시적으로 재적했던 NMB48에서는 당시 2명밖에 없었던 20대 멤버 중 하나였다(다른 하나는 야마다 나나로 요코야마와 동갑이지만 생일이 빨라 야마다가 최연장 멤버였다).
- AKB48 팀 8에 같은 이름을 가진 요코야마 유이 ( 아오모리 현 대표 )가 재학 중이다.
- 2014년 12월 8일 AKB48 아키하바라 돈키호테 8층 AKB48 극장에서 총감독 다카하시 미나미가 AKB48 10주년 공연에 졸업할 것을 발표하면서 차기 총감독으로 요코야마 유이를 지명하였고, 1년 후인 2015년 12월 8일, AKB48 10주년 공연에서 다카하시 미나미로부터 총감독을 위임받았다.
- 다카하시 미나미와 사이가 좋다.

## AKB48에서의 참가곡

### 싱글 CD 선발곡
- 〈ポニーテールとシュシュ 포니테일과 슈슈〉에 수록
  - 僕のYELL / 나의 YELL - 시어터 걸즈 명의
- 〈チャンスの順番 찬스의 차례〉에 수록
  - ALIVE - 팀 K 명의
- 〈桜の木になろう 벚나무가 되리〉에 수록
  - 偶然の十字路 / 우연의 십자로 - 언더 걸즈 명의
- 誰かのために -What can I do for someone?- / 누군가를 위해서-What can I do for someone?-
- Everyday、カチューシャ / Everyday, 카츄샤
  - これからWonderland / 이제부터 Wonderland
  - ヤンキーソウル / 양키소울
- フライングゲット / 플라잉 겟
  - 青春と気づかないまま / 청춘이란 걸 깨닫지 못한 채
  - 野菜占い / 야채 점 - 야채 시스터즈 2011 명의
- 風は吹いている / 바람은 불고 있어
- 〈上からマリコ 위에서부터 마리코〉에 수록
  - ノエルの夜 / 노엘의 밤
  - ゼロサム太陽 / 제로섬 태양 - 팀 K 명의
- GIVE ME FIVE!
  - 羊飼いの旅 / 목동의 여행 - 스페셜 걸즈B 명의
- 真夏のSounds good ! / 한여름의 Sounds good!
- ギンガムチェック / 깅엄 체크
- UZA
  - 孤独な星空 / 고독한 밤하늘 - 팀 A 명의
- 永遠プレッシャー / 영원 프레셔
  - とっておきクリスマス / 소중한 크리스마스
  - HA! - NMB48 명의
- So long !
  - Ruby - 시노다 팀 A 명의
- さよならクロール / 안녕 크롤
  - イキルコト / 살아가는 것 - Team A 명의
- 恋するフォーチュンクッキー / 사랑하는 포춘 쿠키
  - 最後のドア / 마지막 문
  - 涙のせいじゃない / 눈물 탓이 아니야
- ハート・エレキ / 하트 일렉트릭 기타
  - キスまでカウントダウン / 키스까지 카운트다운 - 팀 A 명의
- 〈鈴懸の木の道で「君の微笑みを夢に見る」と言ってしまったら僕たちの関係はどう変わってしまうのか、僕なりに何日か考えた上でのやや気恥ずかしい結論のようなもの 플라타너스 나무가 서 있는 길에서 「네 미소가 꿈에 나왔어」라고 말해버린다면 우리들의 관계는 어떻게 변하는 걸까, 나 나름대로 며칠이고 생각해본 후의 조금 부끄러운 결론처럼〉에 수록
  - Mosh & Dive
  - Party is over
- 前しか向かねえ / 앞 밖에 보지 않아
- ラブラドール・レトリバー / 래브라도 리트리버
  - 愛しきライバル / 사랑스러운 라이벌 - 팀 K 명의
  - 今日までのメロディー / 오늘까지의 멜로디
- 心のプラカード / 마음의 플래카드
  - セーラーゾンビ / 세일러 좀비 - 밀크 플래니트 명의
- 望的リフレイン / 희망적 리프레인
  - 初めてのドライブ / 첫 드라이브 - 팀 K 명의
- Green Flash
  - マジすかFight / 마지스카 Fight
  - 春の光 近づいた夏 / 봄의 빛 다가온 여름
  - 履物と傘の物語 / 신발과 우산 이야기
- 僕たちは戦わない / 우리는 싸우지 않아
  - バレバレ節 - WONDA 선발 명의
  - 君の第二章 / 너의 제2장
  - 出逢いの日、別れの日 / 만남의 날, 이별의 날 - 겐소&지키소 명의
- ハロウィン・ナイト / 할로윈 나이트
  - 一歩目音頭 / 첫걸음 선창
  - 群像 / 군상
- 唇にBe My Baby / 입술에 Be My Baby
  - 365日の紙飛行機 / 365일의 종이비행기
  - やさしい place / 상냥한 place - 팀 A 명의
  - 背中言葉 / 등 너머로 하는 말
- 君はメロディー / 너는 멜로디
  - 混ざり合うもの / 서로 섞이는 것 - 노기자카AKB 명의
  - M.T.に捧ぐ / M.T.에 바친다 - 팀 A 명의
- 翼はいらない / 날개는 필요 없어
  - Set me free - 팀 A 명의
- LOVE TRIP/しあわせを分けなさい / LOVE TRIP/행복을 나눠라
  - 光と影の日々 / 빛과 그림자의 나날
  - BLACK FLOWER
- ハイテンション / 하이 텐션
  - Better
- シュートサイン / 슛 싸인
- 願いごとの持ち腐れ / 소원을 간직할 뿐
  - あの頃の五百円玉 / 그 시절의 오백엔 동전
- #好きなんだ / # 좋아해
  - ギブアップはしない / 포기는 하지 않아
- 11月のアンクレット / 11월의 앵클릿
  - 予想外のストーリー / 예상 외의 이야기
- ジャーバージャ / 쟈바쟈
- Teacher Teacher
  - 君は僕の風 / 너는 나의 바람 - AKB48 그룹 센터 시험 선발 명의
  - ロマンティック準備中 / 로맨틱 준비중 - 팀 A 명의

### 앨범 CD 수록곡
- 《ここにいたこと 여기에 있던 것》에 수록
  - 少女たちよ / 소녀들이여
  - 僕にできること / 내가 할 수 있는 것 - 팀 K 명의
  - 人魚のバカンス / 인어 바캉스
  - ここにいたこと / 여기에 있던 것
- 《1830m》에 수록
  - ファースト・ラビット / 첫 번째 토끼
  - 家出の夜 / 가출의 밤 - 팀 K 명의
  - やさしさの地図 / 상냥함의 지도
  - 行ってらっしゃい / 다녀오세요
  - 青空よ 寂しくないか? / 푸른 하늘이여 외롭지 않은가?
- 《次の足跡 다음 발자국》에 수록
  - After rain
  - 10クローネとパン / 10크로네와 빵
  - 確信がもてるもの / 확신하는 것 - 팀 A 명의
  - 僕は頑張る / 나는 노력한다
- 《ここがロドスだ、ここで跳べ! 여기가 로도스다, 여기서 뛰어라!》에 수록
  - 愛の存在 / 사랑의 존재
  - Conveyor - 팀 K 명의
  - 友達でいられるなら / 친구로 있을 수 있다면
- 《0と1の間 0과 1사이》에 수록
  - Clap - 팀 A 명의
  - あの頃、好きだった人 / 그 시절, 좋아했던 사람
- 《サムネイル 섬네일》에 수록
  - あの日の自分 / 그 날의 자신
  - ひび割れた鏡 / 금이 간 거울

### 극장 공연 유닛곡
연구생 「아이돌의 새벽」 공연
- 残念少女 / 유감 소녀

팀 B 4th Stage 「아이돌의 새벽」 공연
- ※ 나카츠카 토모미의 모든 곡 언더

연구생 「연애 금지 조례」 공연
- 恋愛禁止条例 / 연애 금지 조례

팀 A 5th Stage 「연애 금지 조례」 공연
- スコールの間に / 스콜의 사이에 (백댄서)
- 真夏のクリスマスローズ / 한여름의 크리스마스 로즈 (백댄서)
- 恋愛禁止条例 / 연애 금지 조례 ※
※미야자키 미호의 언더

연구생 「극장의 여신」 공연
- キャンディー / 캔디
- 夜風の仕業 / 밤바람의 소행 ※
※오오바 미나의 언더

팀 B 5th Stage 「극장의 여신」 공연
- ロマンスかくれんぼ / 로맨스 숨바꼭질 (전좌 걸즈)
- キャンディー / 캔디 ※
※카사이 토모미의 언더

팀 A 6th Stage 「목격자」 공연
- ミニスカートの妖精 / 미니스커트의 요정 (전좌 걸즈)
- サボテンとゴールドラッシュ / 선인장과 골드 러쉬 ※
※시노다 마리코의 언더

팀 K 6th Stage "RESET" 공연
- 檸檬の年頃 / 레몬의 시절 (전좌 걸즈) ※
※ 팀 K 승격 전
- 制服レジスタンス / 제복 레지스탕스 ※
※ 팀 K 승격 후 ( 오노 에레나 포지션 )

팀 K 7th Stage "RESET" 공연
- 明日のためにキスを /  내일을 위해 키스를

팀 A 7th Stage 「M.T에게 바친다」 공연
- 月と水鏡 /  달과 수경

## NMB48에서의 참가곡

### 싱글 CD 선발곡
- 北川謙二 / 키타가와 켄지
  - 星空のキャラバン / 별하늘의 캐러밴 - 백조 명의
- 〈僕らのユリイカ 우리의 유레카〉에 수록
  - 届かなそうで届くもの / 닿지 않을 듯 닿는 것

### 앨범 CD 수록곡
- 《てっぺんとったんで! 텟펜 먹었어!》에 수록
  - てっぺんとったんで! / 텟펜 먹었어!
  - 12月31日 / 12월 31일
  - Lily - Team N 명의
  - 太宰治を読んだか? / 다자이 오사무를 읽었는가?

## 기타 참가곡

### 싱글 CD
- 《右足エビデンス 오른발 에비던스》에 수록
  - 君は今までどこにいた? / 너는 지금까지 어디에 있었어?

## 출연

### 드라마
- 마지스카 학원 최종화 (2010년 3월 26일, TV 도쿄) - 마지스카 여학원 학생 역
- Dr.이라부 이치로 제7화 (2011년 3월 20일, TV 아사히) - 본인 역
- 마지스카 학원 2 (2011년 4월 15일 ~ 7월 1일, TV 도쿄) - 오타베 역
- So long ! 제1화 (2013년 2월 11일, 닛폰 TV) - 츠다 토모에 역
- 세일러 좀비 (2014년 4월 19일 ~ 7월 5일, TV 도쿄) - 유이 역
- 마지스카 학원 4 (2015년 1월 20일~ 3월 31일, 닛폰 TV) - 오타베 역
- 마지스카 학원 5 (2015년 8월 24일~ , 닛폰 TV) - 오타베 역
- 극장령으로부터의 초대장 (2015년 10월 16일, TBS) - 주연 코사카 리오 역
- AKB 호러나이트 아드레날린의 밤 (2016년 3월 3일, TV 아사히) - 주연 노리코 역
- AKB 러브나이트 사랑공장 (2016년 7월 7일, TV 아사히) - 주연 미유 역
- CROW'S BLOOD (2016년 7월 23일 ~ 8월 27일, Hulu) -古郡千沙 역
- 카바스카 학원 (2016년 10월 30일 ~ 2017년 1월 25일, NTV) - 오타베(마구로) 역
- 두부 프로레슬링 (2017년 1월 22일 ~ 7월 2일, TV 아사히) - 요코야마 유이 / 롱스피치 요코야마 역
- 화려한 눈매의 요리코 씨 (2018년 4월 25일 - 5월 16일, 칸사이 TV ) - 주연 요리코 역

### 버라이어티
- 아리요시 AKB 공화국 (부정기 출연, TBS)
- AKB와 XX!(부정기 출연, 요미우리 TV)
- 주간 AKB (부정기 출연, TV도쿄)
- AKB48 네모우스 TV (패밀리 극장)
  - Season5 (2010년 12월 5일 - 12월 19일)
  - 스페셜 ~ 프로젝트 AKB in 마카오 ~ (2010년 12월 26일)
  - Season6 (2011년 5월 1일 · 5월 8일 · 6월 26일 · 7월 3일)
  - Season7 (2011년 7월 24일 · 7월 31일)
  - Season8 (2012년 1월 22일 · 1월 29일)
  - Season14 (2014년 2월 23일 · 3월 23일)
  - Season16 (2014년 8월 31일)
  - Season17 (2014년 11월 9일 · 12월 21일 · 12월 28일, 2015년 1월 18일)
  - Season17 번외편 (2015년 2월 1일 - 2월 22일)
  - Season18 (2015년 3월 8일 · 4월 26일 · 5월 24일)
  - Season19 (2015년 7월 12일· 8월 9일)
  - Season20 (2016년 1월 3일)
  - Season21 (2016년 2월 21일· 3월 6일)
  - Season23 (2016년 12월 18일· 25일)
  - Season24 (2017년 2월 19일· 26일)
  - Season25 (2017년 7월 23일)
  - Season26 (2017년 10월 15일)
  - Season27 (2018년 2월 11일· 18일)
- AKB48 콩트 "미묘~"(부정기 출연, 히카리 TV)
- AKBINGO! (2010년 12월 23일 ~ 부정기 출연, 닛폰 TV)
- AKB-급 구루메 스타디움 (2011년 2월 13일, 음식과 여행 푸드 TV)
- 우왓! 속았다 대상 2011 (2011년 3월 3일, 닛폰 TV)
- Future Tracks R (2011년 3월 10일· 7월 7일· 11월 10일, TV아사히)
- SMAP×SMAP(2011년 6월 6일 • 12월 19일 • 2012년 1월 9일 • 6월 11일 • 2013년 5월 27일 • 2014년 2월 3일 • 2015년 10월 26일 • 2016년 5월 23일, 후지 TV)
- 뷰티 콜로세움 Special Edition 여자 연예인 심각 다이어트 SPECIAL5 (2011년 6월 21일, 후지 TV)
- 스고로Q재팬 (2011년 8월 22일, NHK 종합)
- TORE! (2011년 9월 17일 • 21일 • 2012년 4월 30일, 닛폰 TV)
- 욘파라 FUTURE 게임 배틀 (2011년 10월 9일 ~ 2012년 3월 25일, TBS)
- 킨스마 (2012년 1월 6일, TBS)
- AKB48의 너, 누구? (2012년 4월 6일, NOTTV)
- 아캉경찰 (2012년 3월 18일· 5월 13일· 5월 20일· 6월 17일· 7월 15일· 7월 29일, 후지TV)
- 폭소 쇼 배틀! (2012년 4월 2일, TBS)
- Shibuya Deep A (2012년 5월 26일 • 11월 30일, NHK 종합)
- 앗코에게 부탁해! (2012년 6월 10일·2015년 12월 20일, TBS)
- おじゃマップ - 오쟈맙 (2012년 6월 13일, 후지TV)
- 미묘~한 문 AKB48의 가치챠레 (2012년 7월 6일, 히카리 TV)
- 요코야마 유이가 유쾌하게 돌아다니는 교토미의 음색 (2012년 7월 18일~ 2013년 6월 19일, 칸사이 TV)
- 나니코레 진백경 (2012년 10월 24일, TV아사히)
- 돗킹 48 (2012년 11월 20일, 칸사이 TV)
- 신들린 해프닝!! 플레니텀 영상어워즈 (2013년 1월 4일, TBS)
- NMB48 게닌!2 (2013년 4월 3일~ 6월 19일, 니혼TV)
- 요코야마 유이가 단아하게 돌아다니는 교토채색일기 (2013년 7월 17일~ , 칸사이 TV)
- AKB48 SHOW! (2013년 10월 5일 ~ 부정기 출연, BS 프리미엄)
- 오늘 밤 비교해보았습니다 (2013년 11월 19일, 닛폰 TV)
- 오타메시캇! (2013년 12월 2일, TV아사히)
- 칸쟈니의 시와케 유연여왕 No.1 결정전 (2013년 12월 14일, TV아사히)
- 플래티넘 런던부츠 (2013년 12월 23일, TV아사히)
- Run for money 도주중 (2014년 1월 5일· 2015년 11월 29일, 후지TV)
- 춤추는! 산마저택!! (2014년 3월 11일, 닛폰 TV)
- 연애총선거 (2014년 4월 24일 • 5월 1일, 후지 TV )
- 다운타운DX (2014년 7월 31일, 닛폰 TV)
- 오토보케 POPS (2014년 9월 14일, BS-TBS )
- ※ AKB 조사 (2014년 10월 15일 • 10월 22일, 후지 TV)
- 하마짱 가! (2014년 11월 12일, 닛폰 TV)
- AKB에서 아르바이트 (2014년 12월 9일· 16일, 후지TV)
- 신도모토쿄다이 (2015년 1월 4일, 후지TV)
- 우리가 생각하는 밤 (2015년 4월 15일·4월 22일, 후지TV)
- 아츠시 파루루의 ○○ 바이트 (2015년 9월 1일, 후지TV)
- 타서전 ~ 만약 아는 사람이 단지 귀하의 자서전을 만들면 ~ (2015년 9월 20일, ABC 아사히)
- 프레셔배틀 재능 랭킹 (2015년 10월 15일·2017년 6월 24일, TBS)
- 생물들에게 Thank you (2015년 10월 21일, TBS)
- 안녕하세요! 동물의 아가 2015 (2015년 12월 22일, NHK)
- 크림 퀴즈 미라클9 (2015년 12월 23일·2018년 1월 24일, TV아사히)
- 시쿠지리 선생 (2016년 1월 1일 ~ 부정기 출연, TV아사히)
- 사시하라 카이와이즈 (2016년 2월 11일 - 2월 25일, 후지 TV)
- 런던 하츠 -사복 센스없는 여자 No.1 대회 (2016년 2월 23일 , TV 아사히) - 우승
- 마음의 유대! 여행 스페셜 2016~ Yell! 빛나는 너의 내일을 위해~ (2016년 3월 26일·27일, 닛폰TV)
- 면 체인점 총선거 2016 (2016년 5월 29일, TV아사히)
- EXD44 (2016년 9월 6일·13일, TV아사히)
- 해외출장 모시고 가겠습니다 (2017년 8월 19일, NHK)
- ○○발 도쿄행 (2017년 8월 26일, 칸사이 TV)
- 탐험 바쿠몬 (2017년 9월 6일, NHK)
- R의 법칙 (2017년 10월 2일, 닛폰 TV)
- 바나나 제로 뮤직 (2017년 12월 23일, NHK 종합)
- 나의 지론 (2018년 1월 13일, TV아사히)
- 라스트 아이돌 시즌 2 (2018년 1월 21일 - 4월 1일, TV 아사히) - MC
- 미라이 ☆ 몬스터 (2018년 4월 1일 ~ , 후지 TV ) - MC

### 기타 TV 프로그램
- 정열대륙 (2016년 6월 26일, MBS )

### 영화
- NMB48 게닌! THE MOVIE 오와라이 청춘 걸즈! (2013년 8월 1일, 요시모토 크리에이티브 에이전시)
- NMB48 게닌! THE MOVIE 리턴즈 졸업! 오와라이 청춘 걸즈!! 새로운 출발 (2014년 7월 25일, 요시모토 크리에이티브 에이전시)
- 극장판 고인돌 X (2018년 6월 15일, KATSU-do ) - 기자 역

### 단편 영화
- AKB ShortShorts 프로젝트 제 1 탄 《9개의 창》 - 어선의 빛 (2016년 2월) - 주연 시오리 역

### 영상 작품
- 유이항의 여름방학 ~ 교토 채색일기 ~ (2015년 3월 18일, 소니 뮤직 마케팅)

### 나레이션
- ETV 특집 "정치에 무관심한 마니아"가 일본을 바꿀 때 ~ 분노 비평가·우노 츠네 히로 ~ (2013년 2월 10일, NHK E텔레)
- 꿈은 소의 수의사 (2014년 3월 29일)
- 하뉴 유즈루 X 노무라 만사이 - 표현의 비법을 말하다 (2015년 12월 30일, NHK BS 1)
- 처음! 골프 ~ 노려라 120 썰고 ~ (2017년 1월 10일 ~ 8월 1일, 여성 채널 ♪ LaLa TV / 1월 12일 ~ 8월 24일, 골프 네트워크)
- 처음! 골프 2 ~ 노려라 120 썰고 ~ (2017년 9월 5일, 여성 채널 ♪ LaLa TV / 9월 8일, 골프 네트워크)

### 연극
- 《마지스카 학원 ~교토 혈풍 수학여행~》 (2015년 5월 14일-5월 19일, 아이아 시어터 도쿄) - 오타베 역[31]

### 라디오
- AKB48의 올 나이트 닛폰 (부정기 출연, 닛폰 방송)
- ON8 〈주 NIGHT! with AKB48〉 (부정기 출연, bayfm)
- 릿슨? 〜Live 4 Life〜 (부정기 출연, 분카 방송)
- AKB48 오늘 밤은 돌아가지 않는다… (2011년 3월 21일 • 3월 28일, CBC 라디오)
- 레코멘! (2014년 5월 26일· 2015년 12월 9일, 문화 방송)
- 퍼스낼러티 대 집합! AKB48도 함께 in 라디오 워크 (2015년 4월 27일, MBS)
- THE HANGOUT (2015년 10월 19일, J-WAVE)
- 앗파레 얏테마-스! (2015년 12월 10일, MBS)
- AKB48 SPECIAL ONE ~ (2015년 12월 31일, TOKYO FM)
- AKB48 요코야마 유이 앗파레 요코야마! 맡겨주십시오 (2016년 10월 3일 ~, MBS )

## 서적

### 사진집·캘린더
- 요코야마 유이 2012년 캘린더 (2011년 11월 19일, 하고로모)
- 요코야마 유이 2012 TOKYO 데이트 캘린더 (2011년 11월 29일, 하고로모)
- 요코야마 유이 2013년 캘린더 (2012년 11월 30일, 하고로모)
- 탁상 요코야마 유이 2013년 캘린더 (2012년 12월 7일, 하고로모)
- 벽걸이형 요코야마 유이 2014년 캘린더 (2013년 12월 6일, 하고로모)
- 탁상 요코야마 유이 2014년 캘린더 (2013년 12월 6일, 하고로모)
- 요코야마 유이 퍼스트 사진집 《ゆいはん》 (2015년 2월 5일)